# The Thing to Do
The Thing to Do è un album di Blue Mitchell, pubblicato dalla Blue Note Records nel 1964. Il disco fu registrato il 30 luglio 1964 al Van Gelder Studio di Englewood Cliffs, New Jersey (Stati Uniti).

## Tracce
Lato A
1. Fungii Mama – 7:45 (Blue Mitchell)
2. Mona's Mood – 5:15 (Jimmy Heath)
3. The Thing to Do – 7:03 (Jimmy Heath)

Lato B
1. Step Lightly – 10:25 (Joe Henderson)
2. Chick's Tune – 9:34 (Chick Corea)

## Musicisti
- Blue Mitchell - tromba
- Junior Cook - sassofono tenore
- Chick Corea - pianoforte
- Gene Taylor - contrabbasso
- Al Foster (Aloysius Foster) - batteria